# Museum of Comic and Cartoon Art
Il Museum of Comic and Cartoon Art (MoCCA) è un museo dedicato all'arte del fumetto e dei cartoni animati, inaugurato nell'ottobre 2001 e situato a New York, al 594 di Broadway.
La struttura promuove anche corsi educativi presso le scuole cittadine, ospitando anche workshop o conferenze. Viene annualmente organizzato il MoCCA Art Festival, e nel 2004 e 2005 il museo ha ospitato l'assegnazione degli Harvey Awards.